# Ermes Muccinelli
Ermes Muccinelli (ur. 28 lipca 1927 w Savonie, zm. 4 listopada 1994 tamże) – włoski piłkarz.
Muccinelli urodził się w Lugo di Romagna, w prowincji Rawenna. Podczas swojej kariery grał na Juventusie (1946–1957 i 1959) i S.S. Lazio (1957–1958), wygrywając dwa Scudetto (1950, 1952) i jeden Puchar Włoch (1958). W reprezentacji Włoch zagrał 15 meczów i strzelił 4 bramki zdobyte przez Włochy od 1950 do 1957, a także wziął udział w dwóch mundialach (1950 i 1954).